# Tocileni, Botoșani
Tocileni este un sat în comuna Stăuceni din județul Botoșani, Moldova, România.

## Personalități
- Teoctist Arăpașu (1915-2007) - ierarh ortodox român, care a îndeplinit demnitățile de episcop-vicar patriarhal (1950-1962), episcop al Aradului (1962-1973), mitropolit al Olteniei (1973-1977), mitropolit al Moldovei și Sucevei (1977-1986) și patriarh al Bisericii Ortodoxe Române (1986-2007), deputat în Marea Adunare Națională.

 Acest articol despre o localitate din județul Botoșani este deocamdată un ciot. Puteți ajuta Wikipedia prin completarea lui.